# Castelnuovo, Trento
Castelnuovo är en ort och kommun i provinsen Trento i regionen Trentino-Sydtyrolen i Italien. Kommunen hade 1 036 invånare (2018).